# Dychawica świszcząca
Dychawica świszcząca – przewlekłe schorzenie, porażenie (z reguły lewostronne) końcowej gałązki nerwu krtaniowego wstecznego (łac. nervus laryngeus recurrens). Choroba zwierząt domowych (koni i bydła). Polega na bezgorączkowym utrudnionym oddychaniu. O dychawicy mówimy, gdy temperatura ciała nie przekracza normalnej, tj. 38,5 °C, a liczba oddechów w stanie odpoczynku jest większa od 14 na minutę u koni, a 20 na minutę u bydła. Przyczyną dychawicy są choroby dróg oddechowych i serca. Leczenie zależne jest od zmian patologicznych, cięższe wypadki są nieuleczalne. Dychawica należy do wad ukrytych konia (tj. wad, za które można żądać odszkodowania od osoby, która sprzedała chore zwierzę).

Przeczytaj ostrzeżenie dotyczące informacji medycznych i pokrewnych zamieszczonych w Wikipedii.